# Колодка (обряд)

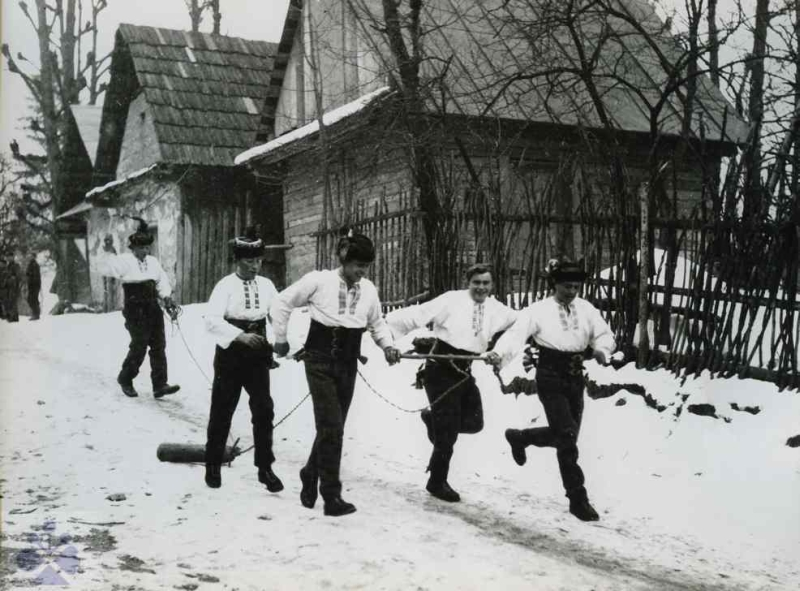
Волочение колодки в Пепельную среду. Словакия.

Колодка (привязывать, волочить колодку; укр. колодій) — славянский обряд, приуроченный к Масленице (Пепельной среде), в котором девушкам и холостым парням привязывали к ноге деревянную колоду или другой предмет в знак осуждения или наказания за то, что они не вступили в брак в положенное время. Известен западным и восточным славянам (по преимуществу украинцам, белорусам, жителям западно-русских и южно-русских областей), а также словенцам; некоторые редуцированные формы осуждения безбрачия встречаются у болгар.

## Значение
Привязывание колоды холостым парням и девушкам символизирует брак, поэтому и сам ритуал интерпретируется как способ побуждения молодёжи к супружеству и ритуальное провоцирование последнего. Представление о сакрализации полного жизненного цикла, равного «веку», «доле» человека (см. в ст. Доля), требовало восполнения всех пропущенных отдельным человеком звеньев (этапов) жизни, в том числе и символически — средствами ритуала. Колодка примыкает к иным социодетерминирующим обычаям весеннего цикла, подводящим итоги матримониального года (в частности, к обрядам чествования молодожёнов, см. Вьюнишник и др.). Ритуалы типа «колодки» в большинстве случаев носили игровой характер, заметно усилившийся в конце XIX — начале XX в.

## Название
Обряд получал название по тому предмету, который привязывали молодым людям и девушкам. В славянских языках идентичными оказываются термины, обозначающие объект и инструмент ритуала, а также фразеология, описывающая основные обрядовые действия, ср. рус, укр., бел. волочить колоду, словен. vleči ploh, klado, укр., бел. цягатъ, тянуть колодку, пол. ciągnać kloc, пол. диал. dzwigać kloc; рус., бел., укр. цеплять, вешать, вязать колодку, пол. przeceplać, przepinać, przyiwązywac kloca.

## Распространение и описание
В Польше обряды с «клоцем» известны в центральных, южных и юго-восточных районах; у кашубов, на севере, северо-западе и юго-западе они не встречаются.
Обычаи типа «колодки» известны в средней, южной и западной Словакии, на словацко-польско-украинском пограничье и у мораван; а западнее, у чехов, они не встречаются. Аналог некоторым польским обычаям можно усмотреть в свидетельстве о том, что на масленицу парни ходили в гости к девушкам, танцевали, а затем привязывали их к колоде. В Моравии парни, обходящие дома с ряженым «медведем», тащили с собой «клат» и при встрече с девушкой старались поставить его ей на ногу.
Словенские обряды заметно отличались от западнославянских. В большинстве случаев волочить тяжелое бревно приходилось не только наказываемым холостякам, но и также представителям старшего поколения или ряженым. Ряженые парни, например, волокли бревно, za zarjavele device [за заржавевших девушек]. Иногда «бревно (ploh)» волочили лишь в том случае, если в течение года в селе не было ни одной свадьбы, то есть когда безбрачие становилось показателем общего неблагополучия социума, а не отдельных его членов.
В Прекмурье, если в течение года в селе не было ни одной «целой пары» (словен. celega para), т. е. брака, заключенного местными парнем и девушкой, то как знак общего позора по селу возили свиное корыто. Если какая-нибудь девушка вышла замуж в соседнее село, то корыто волокли парни, и наоборот.
У восточных славян обычаи с колодой распространены на востоке Украины и в примыкающих к ней областях России, на юго-востоке Украины, спорадически — на западе Украины и в Белоруссии, а также в западно-русских областях. В отличие от польских, словацких и словенских обрядов, у восточных славян обычай волочения большого бревна практически не встречается; речь идет о более мелких предметах, небольших поленьях и т. п. На Смоленщине на Масленицу со всего села собирались бабы, привязывали подпругу одним концом к небольшому толстому бревну, а другим — к ноге холостяка. Если парень не хотел таскать его на себе весь день, то он должен был откупиться. Порой инициаторами обряда выступали сами девушки.
Наказание чаще постигало парней. Предметы, которые они в течение некоторого времени вынуждены были таскать на себе, прикрепляли им к одежде или к телу.
У южных славян функцию Колодки отчасти выполняют обряды типа болг. проходница, прощъпалник, исполняемые над засидевшимися парнями и девушками и представляющие собой компенсацию не совершенного вовремя (в первый год их жизни) одноимённого обряда, призванного побудить ребёнка к началу хождения. В весеннем цикле у болгар изредка встречаются обряды, аналогичные Колодке по функции: это так называемая ялова свадьба, разыгрываемая ряжеными на масленицу и адресуемая старым холостякам; в Варненско, Тревненско и других местах на Масленицу к домам, где жили холостяки, привешивали пустые овечьи кожи, в которых обычно держали брынзу, или били ими парней.
Брачная тема особенно заметна в словенском обряде, называемом «Свадьба с сосной» (словен. borovo gostüvanje, ženitev z borom, gostüvanje z borom), и известном в Прекмурье. В год, когда в селе не было свадеб, в масленичное воскресенье на главной площади села собирались все жители вместе с ряжеными, среди которых были «поп» (ему предстояло совершить обряд «венчания»), «жених», «невеста» (девушка, которая заменяла настоящую «невесту» — сосну), а также другие участники «свадебной процессии» — «сваты», «дружки» и т. п. Из села они отправлялись в лес за «невестой». Сосну, предназначенную на эту роль, в лесу выбирали заранее. Если женили парня, то в невесты ему выбирали женский вариант хвойного дерева, называемый smreka, а если таким образом «выдавали» девушку, то парой ей был bor. В лесу «поп» совершал обряд «венчания», после чего под пение свадебных песен «дружки» украшали сосну венками и лентами, как невесту, клали её на тележку, сверху сажали «жениха» (или «невесту»), впрягались в тележку и приволакивали её в село.